# 石觉寺
石觉寺，位于中国广东省阳江市漠阳江东出口石觉头，为阳江市的一个市、县级文物保护单位，类型为古建筑，公布时间为1986年4月。
石觉寺的历史年代为清代。